# Бужинская битва (1677)
Бужинская битва (бои у Бужина перевоза) — сражение 27—28 августа 1677 года между русско-украинским войском под командованием князя Г. Г. Ромодановского и гетмана И. С. Самойловича, и турецко-крымскими войсками Ибрагим-паши («Шайтана») и хана Селим-Гирея в ходе русско-турецкой войны 1672—1681 годов. Произошло на береговом плацдарме у местечка Бужин, рядом с днепровской переправой и в 20 км к северу от Чигирина.

## Начало кампании 1677 года
Одержав в предыдущем году победу над поляками, армия Ибрагим-паши 29 июня 1677 выступила от Дуная в поход на Украину. В кампании участвовало около 65 тыс. человек (по разным оценкам от 60 до 80 тыс.), из них 15 тыс. янычар и прочей турецкой пехоты, 20—30 тыс. сербов, валахов и молдаван, 20—40 тыс. татар; у турок было 35 орудий. Турецкий командующий планировал за три дня взять Чигирин, а затем Киев. Чигирин оборонял гарнизон из 9 тыс. человек: солдат, стрельцов и украинских казаков.
Ещё в марте—апреле московское правительство решило направить против турок две армии. Большой полк князя В. В. Голицына 23 мая выступил из Москвы к месту сосредоточения — Севску. Белгородский и Севский полки под командованием князя Ромодановского собрались в Белгороде. Размещение главных сил так далеко от Днепра было вызвано необходимостью прикрыть границу от возможных враждебных действий со стороны Польши.

## Чигиринский поход
Армия Ромодановского насчитывала 34,5 тыс. человек. Когда стало ясно, что турки и татары пойдут на Чигирин, а не Муравским шляхом, войска выступили на помощь крепости. Двигались они исключительно медленно. Осада Чигирина началась 3 августа, и только 10-го армия Ромодановского вышла к реке Акрополоте, более чем в ста километрах от крепости. Там русские соединились с казаками гетмана Самойловича (20 тыс.), после чего простояли на месте ещё три дня, вероятно, дожидаясь отставших. Московские войска, за исключением столичных стрельцов и двух выборных московских солдатских полков, представляли собой плохо организованную и неповоротливую массу, боевые качества которой уже более ста лет являются предметом исторической дискуссии. При этом русские значительно превосходили турок в артиллерии, имея 126 орудий.
Голицын выступил из Путивля 7 августа и берега Днепра достиг уже после отступления турецких войск. Армия Голицына состояла из полков «нового строя», отличавшихся настолько слабой дисциплиной, что правительство выдавало драгунам и рейтарам оружие только во время боевых действий, но не на походе, справедливо опасаясь, что иначе они продадут карабины и пистолеты. Князь просил выслать из Москвы оружие, но оно было отправлено только 2 сентября, когда в нём отпала надобность. Командующему пришлось вооружить своих людей самодельными копьями.
Ромодановский и Самойлович по пути выслали к Чигирину подкрепление, отряд полуполковника Ф. Тумашева (615 белгородских драгун и 800 сердюков), который скрытно подобрался к осажденной крепости, и утром 20 августа с развернутыми знаменами и под бой барабанов вступил в Чигирин, сумев избежать потерь либо из-за нерасторопности турок, либо потому, что его пропустили татары, не желавшие победы султанским войскам из опасения, что захват турками Украины лишит автономии и Крым.

## Переправа через Днепр
24—25 августа войска вышли к берегу Днепра у Бужина перевоза. В этом месте река значительно сужалась, а правый берег вдавался вперед в виде полуострова. Ибрагим-паша отправил крымского хана со значительными силами к Бужину, чтобы помешать переправе, однако тот опоздал. Татарские разъезды были отогнаны от берега артиллерийским огнём, и в три часа ночи 26/27 августа войска начали переправу. Передовым отрядом командовали полуполковник Воейков из выборного полка А. А. Шепелева, и полковники Верстов, Левенец и Барсук. Беспорядочная стрельба, открытая турками, была подавлена огнём орудий с левого берега, где Ромодановский лично руководил установкой пушек. Благодаря этому передовые части переправились почти без потерь. Высадившись, они в короткой схватке отбросили турецкий отряд и, заняв плацдарм на берегу, начали сооружать ретраншемент.
Генерал-майор Шепелев принял командование войсками на правобережном плацдарме. Утром 27-го на правый берег переправился второй выборный полк М. О. Кравкова, следом начали переправу остальные войска, в том числе и полк Патрика Гордона, оставившего в своем дневнике описание этих событий.

## Битва
Лишь во второй половине дня 27 августа турки атаковали русские позиции. Этот бой решал успех всей переправы, так как к тому времени на правом берегу было всего несколько полков, однако первый и второй выборные полки отразили атаку янычар. Получив от хана и турецких командиров донесение, что те не могут сдержать русских, Ибрагим-паша направил им подкрепления, а с оставшимися силами предпринял последнюю отчаянную попытку овладеть Чигирином.
Тем временем Ромодановский и Самойлович переправили уже 15 тыс. человек под командованием полковников Косагова и Новицкого, которые перешли в атаку и отбросили численно превосходящие силы противника.
28-го сражение продолжилось. Расширив занятый плацдарм, союзники закончили переправу и «знатную одержав победу над неприятелями, многих побили, гоня их на пять верст от Днепра…» Турки понесли значительные потери (около 10 тыс. убитыми, по словам французского посла в Константинополе Ф. де ла Круа), на поле сражения остались лежать сын крымского хана и сыновья паши. Русские и украинцы потеряли 2460 человек убитыми и около 5 тыс. ранеными.

## Итоги
Поражение у Бужина перевоза заставило Ибрагим-пашу в ночь на 29 августа снять осаду Чигирина и спешно отступать, дабы самому не попасть в окружение. Победа войск Ромодановского и Самойловича спасла крепость, в которой уже заканчивались боеприпасы, и означала победу в кампании 1677 года. Заслуги командиров выборных полков, принявших на себя основной удар противника, были отмечены царем, который произвел их в следующий чин: Аггей Шепелев стал генерал-поручиком, а Матвей Кравков — генерал-майором. Крупная русская победа при Бужине по своим масштабам сравнивается с победой польского короля Яна Собеского при Хотине, четырьмя годами ранее.